# Jemenchamäleon
Das Jemenchamäleon (Chamaeleo calyptratus) zählt mit über 60 Zentimetern Maximallänge zu den größer werdenden Vertretern der Familie Chamaeleonidae und gehört innerhalb der Gattung Chamaeleo zur Untergattung Chamaeleo, die von der Untergattung Triocerus unterschieden wird.

## Verbreitung und Lebensraum

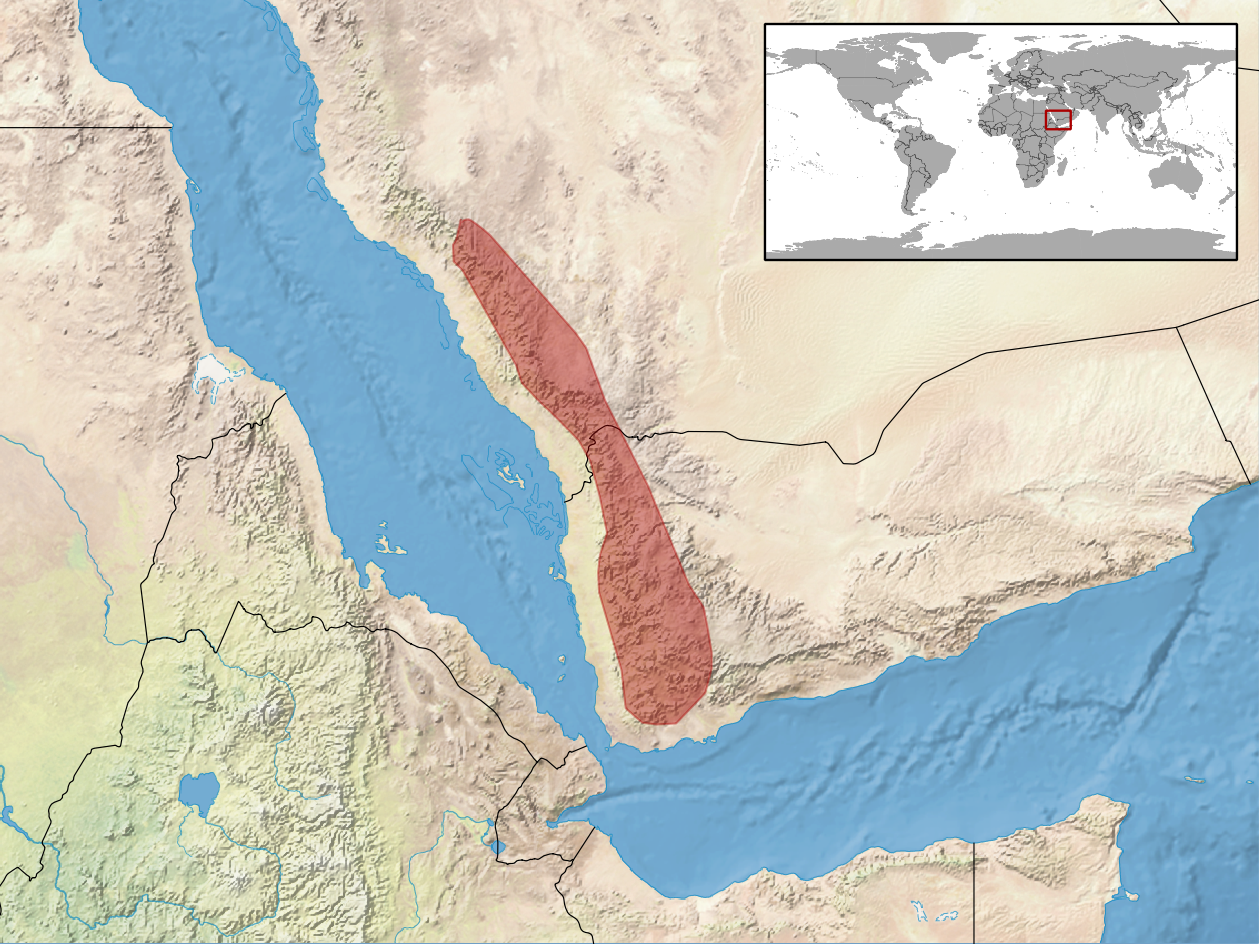
Verbreitungsgebiet

Die Art bewohnt ein ausgedehntes und klimatisch heterogenes Verbreitungsgebiet im Süden der arabischen Halbinsel. In diesem haben sich verschiedene farblich und auch in der Größe deutlich voneinander abweichende Lokalformen entwickelt, wobei die im Norden lebenden die südlichen Formen an Größe und Farbigkeit übertreffen. Ihre systematische Stellung bedarf noch der Klärung. Sie besiedeln z. T. recht unterschiedliche Lebensräume. Man findet die Tiere sowohl in den trockenen vegetationsarmen Hochebenen Jemens und Saudi-Arabiens als auch in den vegetationsreichen Berghängen Südjemens. Selbst im tropisch bis subtropischen Klima der zu Saudi-Arabien gehörenden Provinz Asir, mit 2000 Millimetern Jahresniederschlag das feuchteste und vegetationsreichste Gebiet der Arabischen Halbinsel, gibt es Jemenchamäleons, hier vertreten in der Unterart Chamaeleo calyptratus calcalifer.

## Merkmale

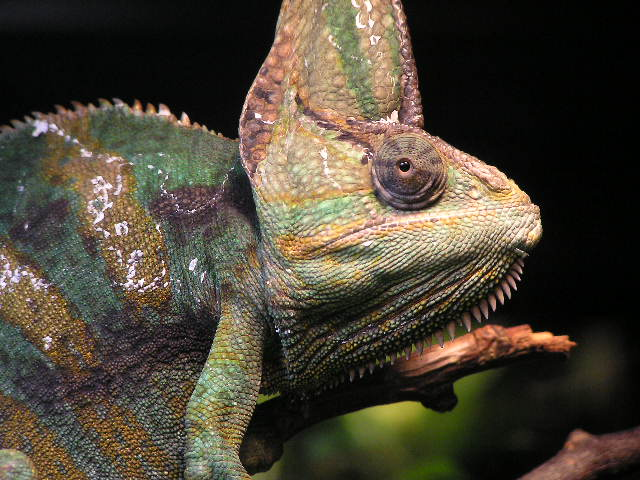
Porträt eines Männchens

Je nach lokaler Herkunft werden die Männchen 35 bis gut 60, die Weibchen 20 bis 45 Zentimeter lang. Die adulten Tiere tragen einen seitlich abgeplatteten, spitz nach hinten laufenden, helmartig wirkenden Paritalkamm auf dem Kopf. Dieser Helm ist bei den Männchen mit bis zu acht Zentimetern Höhe nicht nur deutlich größer, sondern auch viel auffälliger als der der Weibchen. Außerdem bildet sich bei ihnen an den Fersen der Hinterbeine ein charakteristischer Fersensporn, welcher bei jungen Männchen schon bald nach dem Schlüpfen als Beule zu erkennen ist. Im Laufe des Wachstums kommt noch eine Verdickung des Schwanzbereiches an der Kloake hinzu. Die Färbung beider Geschlechter ist in erster Linie abhängig von der Stimmung und variiert sehr stark. Das Farbspektrum ihrer Chromatophoren umfasst grün, braun, blau, weiß, schwarz, gelb und orange, sowie viele Zwischentöne. Die Grundfärbung der Männchen wird oft von Grüntönen dominiert. Dabei sind meist drei, seltener vier oder fünf vertikale, breite, gelbe, häufig dünn braun gerandete Streifen auf den Flanken zu sehen. Diese können durch horizontale dunklere (braune) Flecken verbunden sein. Die Weibchen zeigen oft eher blassgrüne bis braune Töne, häufig mit unregelmäßigen gelben Flecken. Der Körperbau, insbesondere die typischen Anpassungen von Augen, Zunge, Schwanz und Beinen, entsprechen dem für Chamaeleonidae typischen Bau.

## Verhalten und Lebensweise
Die Tiere leben auf Akazien und Euphorbien, halten sich aber auch auf Nutzpflanzen oder auf dem Boden auf. Den Tag verbringen sie meist in ein bis drei Meter Höhe. Nachts klettern sie oft an die Enden höher gelegener Äste.

### Revierverhalten und Aggressivität

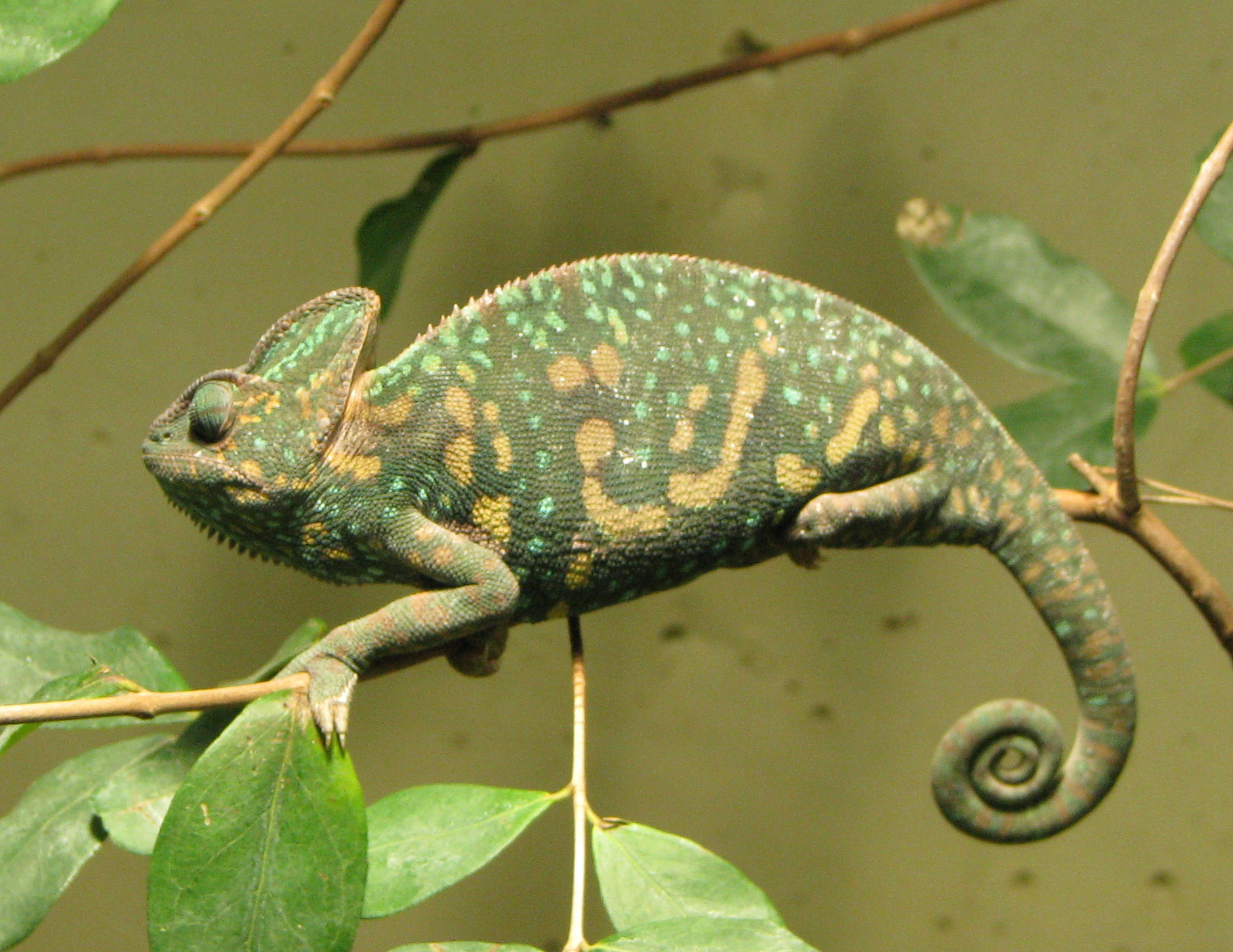
Weibchen

Die Männchen sind typische Einzelgänger, die ihr Revier gegen jedes andere Männchen verteidigen. Bei Auseinandersetzungen zeigen sie eine typische Drohzeichnung. Die Tiere flachen ihre Körper ab und blähen den Kehlsack auf. Sie nicken mit dem Kopf, geben bei geöffnetem Maul zischende Laute von sich und rollen die Schwänze ein und aus. Der Körper schwankt langsam hin und her und offenbart dabei die grellsten Farben. Bringt dieses Imponierverhalten nicht den gewünschten Effekt, kann es zu Auseinandersetzungen kommen, in deren Verlauf sich die Tiere ernsthaft verletzen können. Dies passiert insbesondere, wenn dem unterlegenen Männchen die Rückzugsmöglichkeit fehlt. Schon vier Monate alte Männchen verhalten sich untereinander aggressiv. Weibchen sind untereinander verträglicher.

### Ernährung
Wie alle Chamäleons sind Jemenchamäleons in erster Linie Kleintierfresser. Dabei werden vor allem die unterschiedlichsten Insekten in bekannter Chamäleonmanier mit der Zunge und einem klebrigen Speichelfaden „geschossen“. Allerdings werden auch Wirbeltiere bis zur Größe halbwüchsiger Mäuse nicht verschmäht. Neben der tierischen Kost wird pflanzliche Nahrung aufgenommen, besonders in Form sukkulenter Blätter, wie der verschiedener Kalanchoe-Arten. Diese pflanzliche Nahrung dient unter anderem zur Ergänzung des Wasserhaushalts, wobei auch Wasser, so in den meist steppenartigen Habitaten vorhanden, getrunken wird. Meist wird es als Tau von Blättern abgeleckt. In den ersten Monaten benötigen Jemenchamäleons besonders viel Nahrung, da sie in diesem Zeitraum extrem schnell wachsen. So können vier Monate alte Männchen in Einzelfällen schon auf 30 Zentimeter Länge herangewachsen sein.

### Fortpflanzung
Trifft ein Männchen auf ein Weibchen, plattet es seinen Körper maximal ab, schaukelt hin und her, rollt den Schwanz rhythmisch auf und ab und zeigt dabei ein prächtiges Balzkleid. Ist das Weibchen nicht zur Paarung bereit, färbt es sich intensiv dunkel und droht dem Männchen mit offenem Maul. Zieht sich dieses daraufhin nicht zurück, kann es vom Weibchen ernsthaft verletzt werden, wobei es sich selbst nicht verteidigt, da es durch eine Art Beißhemmung blockiert ist. In der Natur ist das Weibchen einmal im Jahr paarungsbereit. Dies ist dann an einer türkisblauen Färbung im oberen Rückenbereich zu erkennen. Das balzende Männchen überholt das nur langsam flüchtende, paarungsbereite Weibchen und versetzt diesem heftige Stöße in die Flanke. Die sich mehrmals täglich wiederholenden Paarungen dauern zwischen 10 und 30 Minuten und finden in einem Zeitraum von meist drei bis vier Tagen, in Ausnahmefällen auch zwei Wochen, statt.

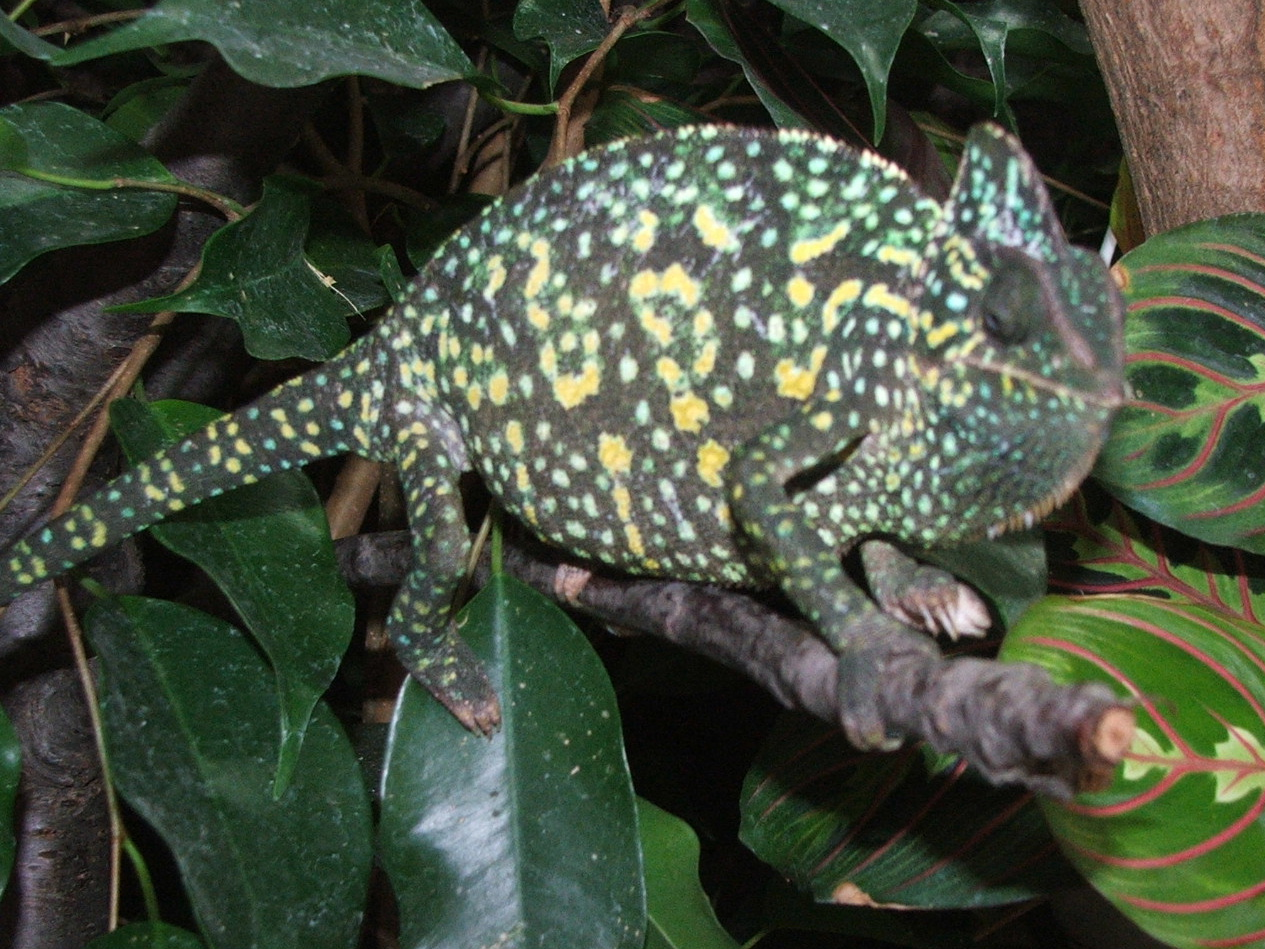
Trächtiges Weibchen

Die sich anschließende Trächtigkeit wird vom Weibchen durch gelbe und türkisblaue Flecken auf einer dunkelgrünen, fast schwarzen Grundfarbe angezeigt. Nach einer durchschnittlichen Dauer von 20 bis 30 Tagen, in Ausnahmen bis zu 50 Tagen, gräbt das Weibchen eine tunnelförmige Höhle, an deren Ende die im Schnitt 30 bis 40 (maximal bis zu 100), etwa 15 Millimeter langen und 10 Millimeter breiten Eier abgelegt werden. Danach wird diese Höhle verschlossen. Je nach Temperatur (20 bis 30 Grad Celsius) schlüpfen die 55 bis 75 Millimeter langen Jungtiere nach fünf bis neun Monaten. Bei konstant 28 Grad Celsius schlüpfen nach etwa sechs Monaten Männchen und Weibchen, während bei einer Inkubationstemperatur von ständig über 30 Grad Celsius fast nur Männchen schlüpfen. Hier liegt offensichtlich eine temperaturabhängige Geschlechtsausbildung (TAGA) vor. Außerdem scheinen die Jungtiere ihren Schlupf zu koordinieren beziehungsweise zu synchronisieren, da meist alle Tiere eines Geleges am selben Tag schlüpfen. Geteilte, aber unter gleichen Bedingungen inkubierte Gelege schlüpfen oft an völlig unterschiedlichen Tagen.

## Schutzstatus
Das Jemenchamäleon besitzt den Schutzstatus des Washingtoner Artenschutz-Übereinkommens II, Anhang B und ist daher bei Erwerb für den Terrarienhalter meldepflichtig. In der Schweiz benötigt man eine Haltebewilligung, die beim Bundesamt für Veterinärswesen (BVET) beantragt werden muss sowie einen Sachkundenachweis in Terraristik. Beim Erwerb ist der Verkäufer verpflichtet, dem Käufer diese Meldepflicht mitzuteilen.

## Terrarienhaltung

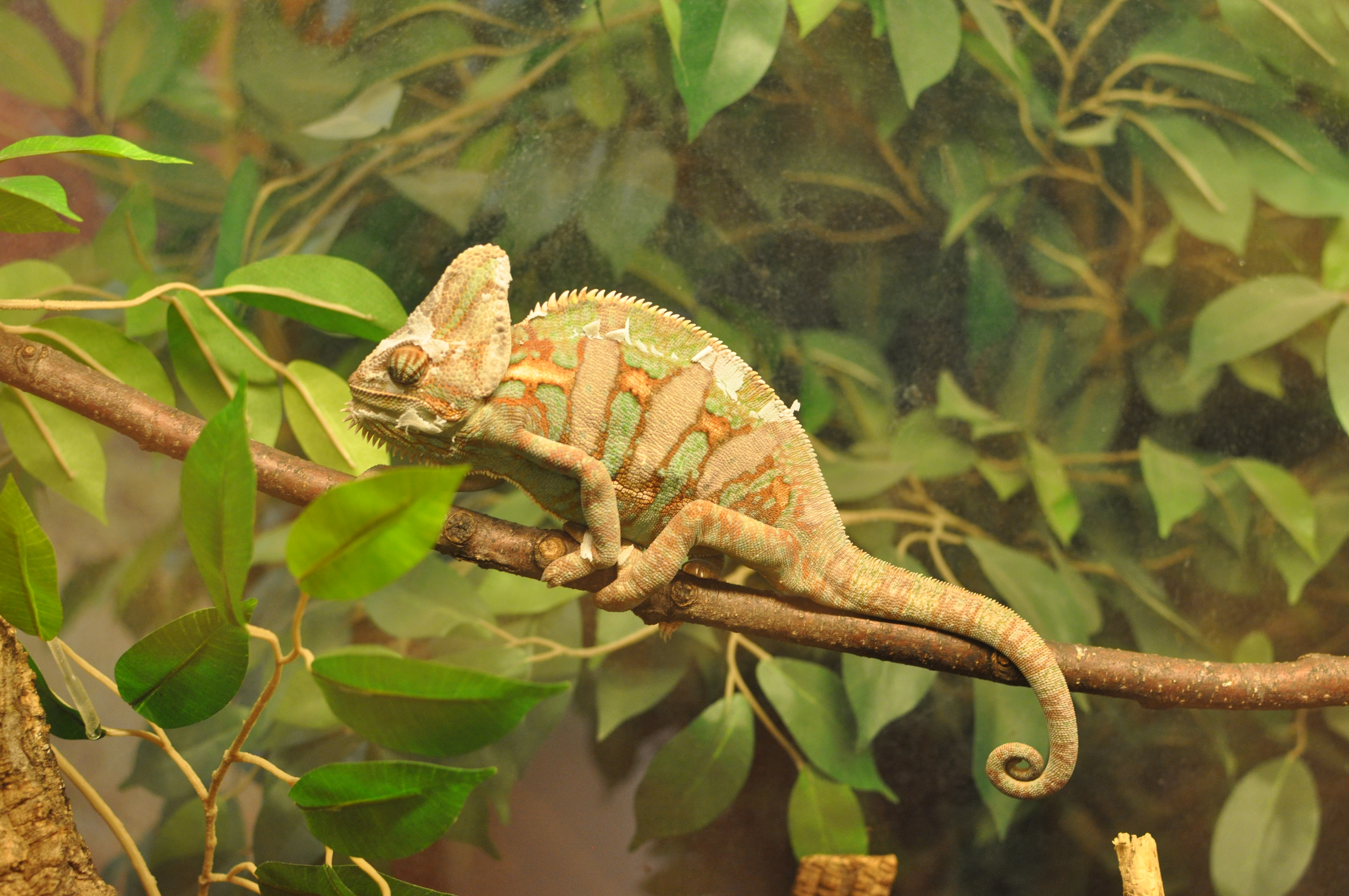
In einem Terrarium gehaltenes Jemenchamäleon bei der Häutung

Das Jemenchamäleon gilt im Vergleich zu seinen Verwandten als relativ einfach zu halten. Es wurde bereits 1987 von Haikal nachgezogen und ist seitdem in Zucht. Die derzeit in Terrarien verbreiteten Tiere lassen sich keiner natürlich vorkommenden Lokalform oder Unterart mehr zuordnen und sind durch deren Vermischung entstanden.
Die Sommertemperatur im für Weibchen wenigstens einen drittel Kubikmeter großen, für Männchen besser doppelt so großen Terrarium sollte zwischen 26 und 28 Grad Celsius liegen, wobei nachts eine Temperaturabsenkung auf bis zu 16 und 20 Grad Celsius wünschenswert ist, im Winter sind tagsüber 18–20 Grad Celsius und Nachts 12–14 Grad Celsius empfehlenswert. Ein außerhalb des Terrariums angebrachter Spotstrahler ist für die Bildung einer Wärmezone mit bis zu 40 Grad Celsius zu empfehlen. In der Winterperiode (zwei bis drei Monate) sind 20 bis 25 Grad Celsius angebracht; hier reicht es im Regelfall aus, den Spotstrahler nur ein bis zwei Stunden täglich zu betreiben. Die tägliche Beleuchtungsdauer ist der im natürlichen Habitat des Jemenchamäleons anzupassen und sollte im Sommer 12 bis 13 Stunden, im Winter 10 bis 11 Stunden betragen. Ungefiltertes (also nicht durch Glas eintretendes) Sonnenlicht oder spezielle Terrarien-Leuchtstofflampen sollten für ausreichend UV-Strahlung sorgen. Eine freie Haltung im Zimmer (auf einer großen Pflanze oder miteinander verbundenen Ampelpflanzen) ist ebenfalls möglich, wenn für entsprechende Temperaturen und Beleuchtung gesorgt ist. Der Lebensraum der Chamäleons sollte täglich zweimal besprüht werden. Das Futter ist mit Vitaminen (besonders Vitamin D3) und Mineralstoffen (besonders Calcium und Phosphor) anzureichern. Dies gilt insbesondere für im Wachstum befindliche Jungtiere. Den adulten Chamäleons wird nur alle zwei bis drei Tage tierisches Futter gereicht. Dadurch kann verhindert werden, dass Weibchen zu oft Eier ansetzen oder gar durch die Entwicklung unbefruchteter Eier in Legenot geraten. Weibchen lassen sich in geräumigen Terrarien oft gemeinsam halten. Paarweise Haltung gelingt nur selten dauerhaft und ist erst zu versuchen, wenn die Weibchen ein Alter von einem Jahr erreicht haben, um zu frühe Trächtigkeit zu verhindern. Trächtige Weibchen müssen vom Männchen getrennt werden und in ein Terrarium mit mindestens 30 Zentimeter tiefem, leicht feuchtem Bodengrund überführt werden.

## Jemenchamäleon als invasive Art auf Gran Canaria
Im Gebiet der Gemeinde Arucas auf Gran Canaria wird das Jemenchamäleon als invasive Art bekämpft. Von 2017 bis Mai 2021 wurden 53 Exemplare des Jemenchamäleons gefangen. Dabei fing man 2017 zwei Exemplare, 2019 sieben Exemplare, 2020 40 Exemplaren und bis April 2021 vier Exemplare. Das Jemenchamäleon steht auf den Kanarische Inseln auf der Liste der invasiven gebietsfremden Arten (Neozoen). Deshalb ist dort der Besitz, der Transport und der Handel mit dieser Art verboten.

## Weiterführende Literatur
- Sascha Esser, Oliver Drewes: Das Jemenchamäleon. Chamaeleo calyptratus. Vivaria-Verlag, Meckenheim 2015, ISBN 978-3-9813176-7-1.
- Ingo Kober, Andreas Ochsenbein: Jemenchamäleon und Pantherchamäleon. Pflege, Zucht und Lebensweise. 2. Auflage. Kirschner & Seufer, Rheinstetten 2009, ISBN 978-3-940376-01-5.
- Wolfgang Schmidt: Chamaeleo calyptratus. Das Jemenchamäleon. 7. Auflage. Natur-und-Tier-Verlag, Münster 2010, ISBN 978-3-86659-087-8.
- Carsten Schneider: Nachzucht des Jemenchamäleons (Chamaeleo calyptratus, DUMÉRIL & DUMÉRIL 1851). In: Elaphe. Bd. 14, Nr. 2, 2006, ISSN 0943-2485, S. 23–31.
- Carsten Schneider: Das Jemenchamäleon. Chamaeleo calyptratus. 2. Auflage. Natur-und-Tier-Verlag, Münster 2008, ISBN 978-3-9372-8585-6.